# Mor lam

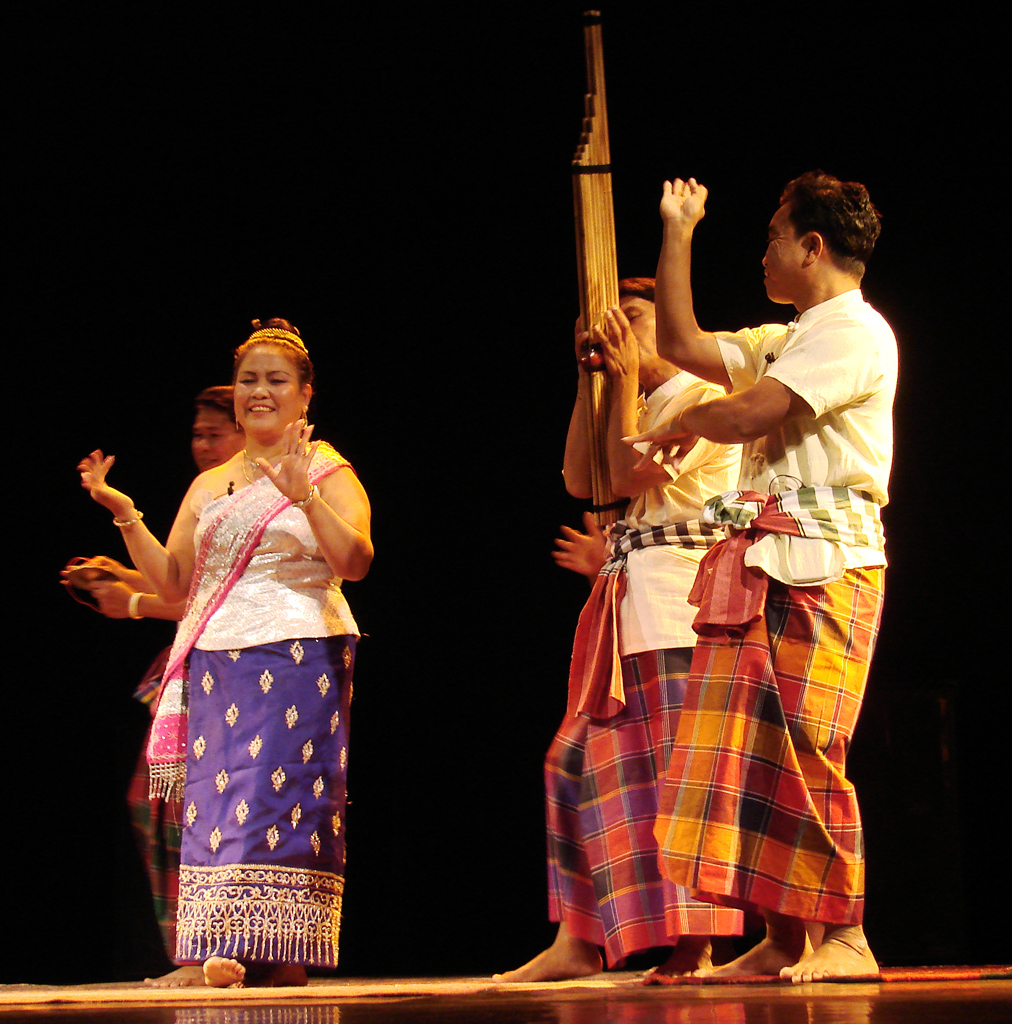
Thajští hudebníci mor lam.

Mor lam (หมอลำ) je hudební žánr, který vznikl v Thajsku. Absorboval do sebe elementy taneční hudby, elektropopu, Luk thung a country hudby.
Vliv mor lamu vedl k vytvoření nového žánru nazývaného luk thung Isan (tedy luk thung z Isánu) či luk thung Prayuk, jenž vstřebal nejrychlejší rytmy z mor lamu.

## Významní představitelé
- Jintara Poonlarp
- Monkhaen Kaenkoon
- Siriporn Ampaipong
- Sathit Thongjan
- Chalermpol Malakham
- Mike Phiromphon
- Honey Sri-Isan
- Sorn Sinchai
- Christy Gibson
- Maithai Huajaisin
- Ki Daophet Niuhuang
- Vieng Narumon